# Creusa (filha de Creonte)
Creusa (do grego antigo Κρέουσα, transl. Kréousa), também chamada Glauce (Γλαυκή / Glaukế), e Glauca em latim, era filha de Creonte, rei de Corinto, na Grécia. Casou-se com Jasão, depois que este estava há dez anos casado com Medeia.
Medeia fingiu fazer as pazes com Creusa, buscando vingar-se. Enviou à princesa uma túnica impregnada de veneno. Quando Creusa colocou a roupa, foi consumida pelo fogo.
O rei Creonte, que veio em sua ajuda, também morreu. Medeia teve um acesso de loucura e matou também seus próprios filhos, para se vingar de Jasão.